# Linder Ernő
Linder Ernő (Majs, 1886. május 5. – Pécs, 1954. január 16.) magyar újságíró. A Janus Pannonius Társaság egyik alapító tagja.

## Életpályája
Középiskoláit Budapesten és Pécsett végezte. Egy ideig jegyző, majd a Magyar Állam,  utóbb a Katolikus Tudósító szerkesztője volt. Ezután 
Nyíregyházán a Szabolcsi Hírlap munkatársaként dolgozott, végül a Pécsi Újság, Világháború Heti Postája, a Dunántúl című napilap felelős szerkesztője volt.
A szerb megszállás alatt a Dunántúl című lapot Linder cikkei miatt többször pénzbüntetésre ítélték majd  betiltották. Mint felelős szerkesztőt elítélték.
1944 végéig szerkesztette Dunántúlt. 1945 után újságcikkei miatt 9 hónapra bebörtönözték.